# Mitragyna hirsuta
Mitragyna hirsuta là một loài thực vật có hoa trong họ Thiến thảo. Loài này được Havil. mô tả khoa học đầu tiên năm 1897.